# Hörförståelse

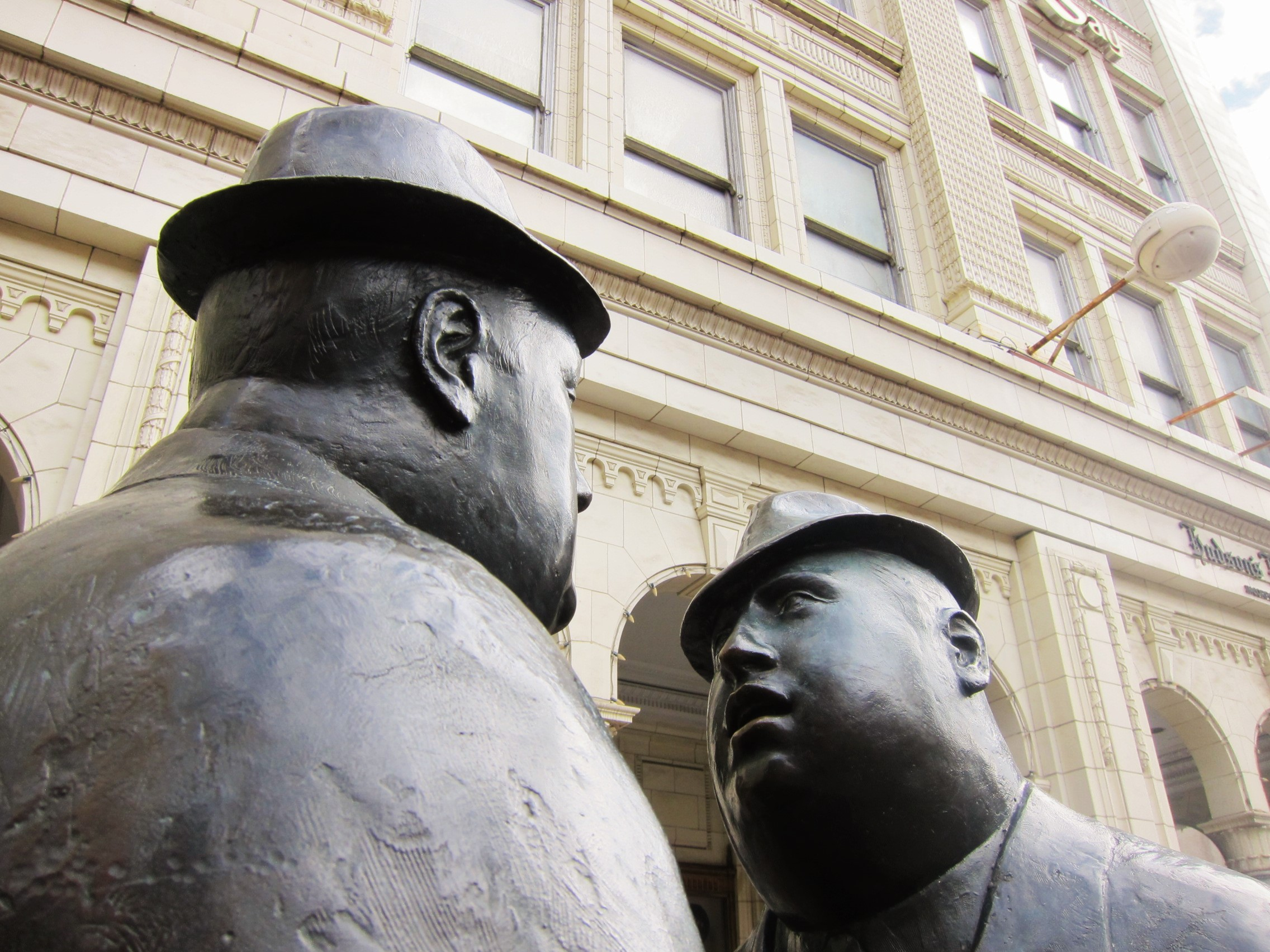
Två män i samtal. The Conversation av William McElcheran.

Hörförståelse är förmågan att via hörseln tillägna sig talat språk, till exempel vid inlärning av ett främmande språk.